# Siglophora haemoxantha
Siglophora haemoxantha är en fjärilsart som beskrevs av Hans Zerny 1916. Siglophora haemoxantha ingår i släktet Siglophora och familjen trågspinnare. Inga underarter finns listade i Catalogue of Life.